# 巽秀太郎
巽 秀太郎（たつみ しゅうたろう、1937年4月7日 - ）は、日本の元俳優。京都府出身。
本名は坂井 秀太郎（さかい ひでたろう）。

## 略歴
大阪工業大学卒業。松竹ニューフェースで俳優デビュー。森繁自由劇団、東映、フリーランス期間を経て、さち子プロに所属していた。
1961年に『ナショナルキッド』で小嶋一郎に変わりナショナルキッド / 旗竜作役を演じ知名度をあげる。デビューからしばらくは精悍な顔つきであったが、役者活動後期は肉付きの目立つ体型に変化した。
1980年代中盤にラジオ番組に出演したのを最後に公の場から姿を消している。

## 出演作品

### 映画
- まぼろし峠（1960年）
- まぼろし峠 完結編（1960年）
- 浪曲権三と助六 呪いの置手紙（1960年）
- 浪曲権三と助六 ゆうれい駕籠（1960年）丹七 役
- 浪速国定忠次 赤木の子守唄 血煙り信州路（1960年）巳之吉 役
- 青空街道（1960年）
- 青春の言葉より 風にきけ 雲に聞け（1966年）川井先生 役

### テレビドラマ
- 白馬童子（1960年）
- ナショナルキッド（1961年）アナウンサー〈第2部4話〉、2代目ナショナルキッド / 旗竜作〈第3・4部〉 役
- 雪麿一本刀（1961年）松島又之進 役
- 新諸国物語紅孔雀（1961年 - 1962年）浮寝丸 役
- 少年ケニア（1961年）アッサム探偵 / ミスターX 役
- 特別機動捜査隊（1961年 - 1963年・1967年 - 1971年）内藤刑事 役
- 愛より愛へ（1963年）
- 戦友 第21話「地の果ての恋」（1964年）
- 空手風雲児 第3話「チャタンの決闘」（1964年）糸賀三郎 役
- 新隠密剣士 第二部「忍法薩摩秘帖」 第9話「忍者汀兵衛佐」・第10話「裏切り忍者」（1965年）汀兵衛左 役
- 水戸黄門 第50話「金比羅道中」（1965年）※ブラザー劇場版
- 人形佐七捕物帳 第46話「破れ扇」（1966年）江波静馬 役
- 源義経（1966年）熊谷直家 役
- 新吾十番勝負 第13話「危機一発」（1966年、TBS / 松竹テレビ室） - 佐平次 役
- 白い巨塔（1967年）安西医局長 役
- 竜馬がゆく（1968年）
- 三匹の侍 第5シリーズ 第16話「大当り百番富」（1968年）銀三 役
- プレイガール 第51話「女は体で勝負する」（1970年）刑事 役
- おさな妻 第11話「貞操の危機」（1970年）